# Петко Атанасов
 Тази статия е за българския актьор.  За политика вижте Петко Атанасов (политик).  
Петко Мавродиев Атанасов е български актьор.

## Биография
Роден е в град Пловдив на 20 януари 1889 г. В периода 1909 – 1910 г. е любител в Московския художествен театър (МХАТ). Играе на сцените на „Съвременен театър“ (1906 – 1908), Народния театър (1911 – 1923, 1926 – 1939, 1945 – 1956), „Свободен театър“ (1924), Хасковския (1923), Варненския (1939, 1942) и Плевенския театър (1943 – 1945). След завръщането си от Москва сформира театър във Видин. Умира на 7 март 1956 г.
В 1941 година е актьор в българския Скопски народен театър.
Заедно с Крътьо Сарафов режисира „Магда“ (1921) от Ев Марс.

## Книги
- Васил Кирков (сборник)
- книга за него (от Донка Първанова)
- Еврейски анекдоти (1932) съставител
- Петко Атанасов (979) (многография)

## Театрални роли
- Призраци (1907) – Яков Енстронд
- Предложение – Степан Степанов
- Училище за спетни – Питър Тизъл
- Женитба – Подкальосин

## Филмография
| Година | Филми/Сериали            | Роля           |
| ------ | ------------------------ | -------------- |
| 1955   | Това се случи на улицата |                |
| 1952   | Под игото                |                |
| 1947   | Бойка                    | Пенчо          |
| 1947   | Отново в живота          | индустриалецът |
| 1945   | Българи от старо време   | дядо Либен     |
| 1940   | Те победиха              | Трифон         |